# Ian Hunter (cantante)
Ian Hunter Patterson (Oswestry, 3 giugno 1939) è un cantante e compositore britannico.

## Biografia
È stato il front-man del gruppo rock britannico Mott the Hoople dalla sua formazione, nel 1969, allo scioglimento, avvenuto nel 1974. Si è nuovamente esibito con questo gruppo durante la reunion del 2009.
Hunter era un musicista e un compositore prima di entrare a far parte dei Mott the Hoople e proseguito come tale successivamente allo scioglimento. Ha così intrapreso una carriera solista collaborando frequentemente con il chitarrista dei Mott the Hoople Mick Ronson.
Tra i suoi brani più famosi si possono annoverare Once Bitten, Twice Shy e Cleveland Rocks, quest'ultimo divenuto famoso in seguito alla trasmissione durante la serie televisiva statunitense The Drew Carey Show.

## Discografia parziale

### Discografia solista

#### Album in studio
- 1975 - Ian Hunter
- 1976 - All American Alien Boy
- 1977 - Overnight Angels
- 1979 - You're Never Alone with a Schizophrenic
- 1980 - Welcome to the Club
- 1981 - Short Back 'n' Sides
- 1983 - All of the Good Ones Are Taken
- 1990 - YUI Orta – con Mick Ronson
- 1995 - BBC Live in Concert
- 1995 - Dirty Laundry
- 1996 - The Artful Dodger
- 2000 - Once Bitten Twice Shy
- 2000 - Missing in Action
- 2001 - Rant
- 2004 - Strings Attached
- 2005 - Just Another Night
- 2005 - The Truth, the Whole Truth, Nuthin' But the Truth
- 2007 - Shrunken Heads
- 2009 - Man Overboard
- 2012 - When I’m President - con la Rant Band (Proper)
- 2023 - Defiance Part 1
- 2024 - Defiance Part 2

### Video
- 2004 - Strings Attached